# مالیسواری
مالیسواری (به انگلیسی: Malliswari) فیلمی هندی محصول سال ۲۰۰۴ و به کارگردانی کی ویجایا بهاسکار است. در این فیلم بازیگرانی همچون داگوباتی ونکاتش، کاترینا کایف، کوتا سرینیواسا راو و دوانداس کاناکالا ایفای نقش کرده‌اند.